# Diocese de Azul
A Diocese de Azul (Diocesis Azulensis) é uma circunscrição eclesiástica da Igreja Católica sediada em Azul, na província argentina de Buenos Aires. Foi erigida em 20 de abril de 1934 pelo Papa Pio XI através da bula "Nobilis Argentiane nationis", sendo desmembrada da Arquidiocese de La Plata, da qual se tornou sufragânea. Seu atual bispo é Hugo Manuel Salaberry Goyeneche, S.J. que governa a diocese desde 2006 e sua sé episcopal é a Catedral de Nossa Senhora do Rosário.
Possui 43 paróquias assistidas por 48 sacerdotes e cerca de 85% da população jurisdicionada é batizada.

## História
A história da Igreja Católica em Azul se confunde com a história do próprio partido. Em 16 de dezembro de 1832, o Coronel Pedro Burgos, cumprindo as ordens do Governador da Província de Buenos Aires, Juan Manuel de Rosas, fundou o Forte San Serapio Mártir, núcleo principal de uma pequena colônia formada por algumas famílias que acompanharam o coronel. Por decreto emitido no mesmo ano, terras públicas foram doadas nessa área e começa-se, lentamente, a surgir um povoamento. O nome "Azul" é a tradução do topônimo "Calvú", com qual os indígenas denominavam o lugar, em referências as flores da dita cor que cresciam às margens de um córrego próximo. O Governador Mariano Saavedra, em 31 de agosto de 1865, cria o Partido de Azul e estabelece seus limites. 
Frei Hipólito Castañón O.F.M., que tinha acompanhado os fundadores da povoação, construiu a primeira capela do local, sob a advocação de Nossa Senhora do Rosário, morrendo pouco depois nas mãos dos índios. A primitiva capela foi destruída em 1837 e reconstruída no mesmo ano, com um material mais resistente. Novamente, em 1856, a capela foi destruída e a construção de um novo templo começou no mesmo ano, sendo concluída em 1864. Em 1895, Azul foi elevada a categoria de cidade. Em sintonia com o crescimento da nova cidade, Mons. Agustín Piaggio, designado pároco da região entre 1897 e 1899, iniciou as obras de uma nova igreja, mas a pedra fundamental só foi colocada em 1899 por  Pe. Manuel Pujato, embora as obras fossem suspensas pouco depois. Tendo assumido a Paróquia de Azul, Pe. César Cáneva, deu um novo impulso à construção do templo neogótico que o Mons. Piaggio havia planejado, sendo a nova igreja inaugurada, inacabada, em 1906 e concluída nos anos seguintes.   
Em 20 de abril de 1934, por meio da bula "Nobilis Argentiane nationis", o Papa Pio Xi criou a Diocese de Azul, cujo território adveio da Diocese de La Plata, que foi elevada a arquidiocese. Contemporaneamente foram erguidas na mesma data as Dioceses de Jujuy, La Rioja, Mendoza, San Luis, Rio Cuarto, Rosário, Mercedes, Bahia Blanca e Viedma, fazendo com que a Igreja da Argentina ganhasse mais dez jurisdições. Em 11 de fevereiro de 1957, o Papa Pio XII, através da bula "Quandoquidem adoranda", cedeu território para a ereção da Diocese de Nueve de Julio, ganhando sua configuração atual.

## Prelados
|                | Nome                                  | Período    | Notas                         |
| Bispos         | Bispos                                | Bispos     | Bispos                        |
| -------------- | ------------------------------------- | ---------- | ----------------------------- |
| 5º             | Hugo Manuel Salaberry Goyeneche, S.J. | 2006-atual |                               |
| 4º             | Emilio Bianchi di Cárcano             | 1982-2006  |                               |
| 3º             | Manuel Marengo                        | 1956-1982  |                               |
| 2º             | Antonio José Plaza                    | 1953-1955  | Nomeado Arcebispo de La Plata |
| 1º             | César Antonio Cáneva                  | 1934-1953  |                               |
| Bispo-auxiliar |                                       |            |                               |
|                | Emilio Bianchi di Cárcano             | 1976-1982  | Elevado a Bispo               |
|                | Antonio José Plaza                    | 1950-1953  | Elevado a Bispo               |

## Território
A Diocese de Azul abrange os seguintes partidos da Província de Buenos Aires:

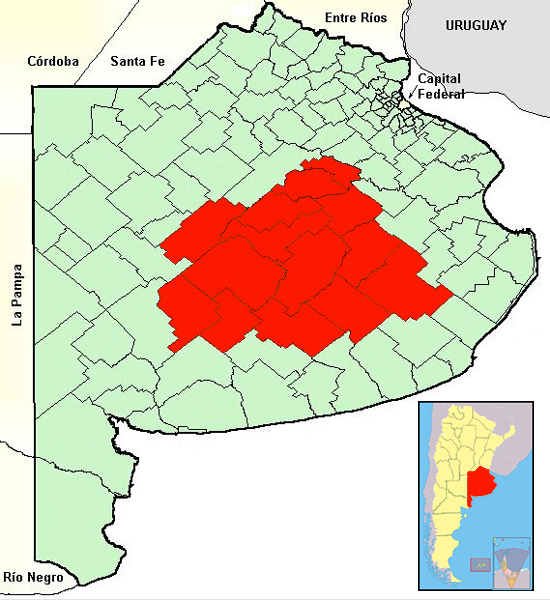
Área territorial da Diocese de Azul.

- Ayacucho
- Azul
- Benito Juárez
- Bolívar
- General Alvear
- General La Madrid
- Laprida
- Las Flores
- Olavarría
- Rauch
- Roque Pérez
- Saladillo
- Tandil
- Tapalqué